# Khalilabad
Khalilabad è una suddivisione dell'India, classificata come municipal board, di 39.814 abitanti, capoluogo del distretto di Sant Kabir Nagar, nello stato federato dell'Uttar Pradesh. In base al numero di abitanti la città rientra nella classe III (da 20.000 a 49.999 persone).

## Geografia fisica
La città è situata a 26° 46' 30 N e 83° 4' 25 E e ha un'altitudine di 68 m s.l.m..

## Società

### Evoluzione demografica
Al censimento del 2001 la popolazione di Khalilabad assommava a 39.814 persone, delle quali 21.067 maschi e 18.747 femmine. I bambini di età inferiore o uguale ai sei anni assommavano a 6.326, dei quali 3.343 maschi e 2.983 femmine. Infine, coloro che erano in grado di saper almeno leggere e scrivere erano 26.017, dei quali 15.321 maschi e 10.696 femmine.